# Малхотра, Сидхартх
Сидхартх Малхотра (хинди सिद्धार्थ मल्होत्रा, англ. Sidharth Malhotra, род. 16 января 1985, Дели) — индийский актёр и модель.
С 2023 года женат на актрисе Киаре Адвани.

## Биография
Сидхартх родился 16 января 1985 года в Дели, в семье бывшего капитана торгового флота Сунила и домохозяйки Риммы. Он учился в Школе Дона Боско и школе Бирла Видья Нитеканд в Нью-Дели, потом окончил колледж имени Бхарата Сингха. В 18 лет он начал карьеру модели, но через четыре года решил уйти из этой профессии из-за недовольства.
Продолжил карьеру в качестве актёра, успешно прошёл прослушивание в фильм, режиссёром которого был Анубхав Синха, однако фильм так и не вышел в прокат, после чего Сидхартх работал ассистентом режиссёра Карана Джохара в фильме «Меня зовут Кхан». В 2012 году актёр дебютировал в фильме Карана Джохара «Студент года», вместе с двумя другими новичками Варуном Дхаваном и Алией Бхатт. Его герой Абхиманью Сингх, студент с ограниченным бюджетом, который соревнуется со своим богатым лучшим другом Роханом в ежегодном школьном чемпионате. Фильм имел коммерческий успех. Спустя два года Сидхартх снялся в романтической комедии «Она улыбается, она в западне!» вместе с Паринити Чопрой. В том же году вышел фильм «Один злодей», в котором он сыграл Гуру, закоренелого преступника, чья неизлечимо больная жена, погибает от рук серийного убийцы. Этот фильм имел коммерческий успех.
В 2015 году актёр снялся в спортивной драме «Братья», но фильм так и не оправдал ожидания, получив негативную оценку критиков и низкие результаты в прокате. Его следующий фильм — семейная драма 2016 года «Капур и сыновья» — имел коммерческий успех. В том же году вышел фильм «Смотри снова и снова», где он сыграл математика, который путешествует во времени, тем самым познавая ценность семейной жизни. Его партнёршей по фильму стала Катрина Каиф.
В 2017 году был выпущен фильм A Gentleman, в котором актёр появился в паре с Жаклин Фернандес, а также спел часть песни «Bandook Meri Laila». Однако его вокальные способности не спасли фильм от провала в кассе. В том же году он сыграл Викрама, подозреваемого в убийстве, в ремейке Ittefaq 1969 года, вместе с Сонакши Синха. Фильм имел коммерческий успех.
В 2018 году актёр снялся в триллере Aiyaary, сыграв майора армии. За ним последовал романтический боевик Jabariya Jodi, сюжет которого основан на традиции похищения женихов в Бихаре. 

## Фильмография
| Год  |   | Русское название              | Оригинальное название | Роль                               |
| ---- | - | ----------------------------- | --------------------- | ---------------------------------- |
| 2012 | ф | Студент года                  | Student of the Year   | Абхиманью Сингх                    |
| 2014 | ф | Она улыбается, она в западне! | Hasee Toh Phasee      | Никхил Бхарадвадж                  |
| 2014 | ф | Один злодей                   | Ek Villain            | Гуру Пратап Сингх / Дипу           |
| 2015 | ф | Братья                        | Brothers              | Монти Фернандез                    |
| 2016 | ф | Капур и сыновья               | Kapoor & Sons         | Арджун Капур                       |
| 2016 | ф | Смотри снова и снова          | Baar Baar Dekho       | Джай Варма                         |
| 2017 | ф | Джентльмен                    | A Gentleman           | Гаурав / Риши                      |
| 2017 | ф | Герой поневоле                | Ittefaq               | Викрам                             |
| 2018 | ф | Афёра                         | Aiyaary               | майор Джай Бакши                   |
| 2019 | ф |                               | Jabariya Jodi         | Абхай Сингх                        |
| 2021 | ф | Я умру                        | Marjaavaan            | Рагхувендра Натх                   |
| 2021 | ф |                               | Shershaah             | капитан Викрам Батра и Вишал Батра |